# Stenospermation angosturense
Stenospermation angosturense är en kallaväxtart som beskrevs av Adolf Engler. Stenospermation angosturense ingår i släktet Stenospermation och familjen kallaväxter. Inga underarter finns listade.